# Warsow
Warsow es un videojuego del género disparos en primera persona. La primera versión fue liberada el 8 de junio de 2005 como una versión alfa. El juego esta en constante desarrollo. La primera versión estable salió el 28 de julio de 2012.
El código fuente de Warsow es software libre, distribuido bajo la licencia GPL; Se basa en el motor Qfusion, una modificación avanzada del  motor del Quake II. Los gráficos y otros datos multimedia están licenciados bajo la licencia Warsow Content License, que permite que los contribuidores de los gráficos usen el trabajo en su "porfolio personal" pero no en otros juegos.
Warsow está basado ligeramente en la novela Chasseur de bots de Fabrice Demurger. En la novela da base del estilo cyberpunk que se logra con gráficos Cel shading. Dado que la claridad visual es importante en el mantenimiento de juego competitivo, Warsow trata de mantener los efectos minimalista, clara y visible.